# Untere Glasschleife
Untere Glasschleife (fränkisch: Undaglohsschlaifm) ist ein Gemeindeteil der Stadt Roth im Landkreis Roth (Mittelfranken, Bayern). Untere Glasschleife liegt in der Gemarkung Pfaffenhofen.

## Geographische Lage
Die Einöde liegt zwischen Roth und Pfaffenhofen am Brunnbach, einem rechten Zufluss der Rednitz.

## Geschichte
Gegen Ende des 18. Jahrhunderts gehörte Untere Glasschleife zur Realgemeinde Pfaffenhofen. Es gab ein Anwesen. Das Hochgericht übte das brandenburg-ansbachische Oberamt Roth aus. Das Anwesen hatte das Kastenamt Roth als Grundherrn. Unter der preußischen Verwaltung (1792–1806) des Fürstentums Ansbach erhielt Untere Glasschleife die Hausnummer 31 des Ortes Pfaffenhofen.
Von 1797 bis 1808 unterstand der Ort dem Justiz- und Kammeramt Roth. Im Rahmen des Gemeindeedikts wurde Untere Glasschleife dem 1808 gebildeten Steuerdistrikt Pfaffenhofen und der 1811 gegründeten Ruralgemeinde Pfaffenhofen zugeordnet. Am 1. Juli 1971 wurde der Ort im Zuge der Gebietsreform in Bayern nach Roth eingegliedert.

## Einwohnerentwicklung
| Jahr      | 001818 | 001840 | 001861 | 001871 | 001885 | 001900 | 001925 | 001950 | 001961 | 001970 | 001987 |
| Einwohner | 19     | 4      | *      | 10     | 6      | 9      | 6      | 12     | 7      | 2      | *      |
| Häuser    | 4      | 1      |        |        | 2      | 1      | 2      | 2      | 2      |        | *      |
| Quelle    | [ 9 ]  | [ 10 ] | [ 11 ] | [ 12 ] | [ 13 ] | [ 14 ] | [ 15 ] | [ 16 ] | [ 17 ] | [ 18 ] | [ 19 ] |

## Religion
Untere Glasschleife ist evangelisch-lutherisch geprägt und bis heute nach Zu unserer lieben Frau (Roth) gepfarrt. Die Katholiken sind nach Herz Jesu (Büchenbach) gepfarrt.